# Tanudaia
Tanudaia (łac. Diocesis Tanudaiensis) – stolica historycznej diecezji w Cesarstwie rzymskim w prowincji Byzacena, współcześnie w Tunezji. Obecnie katolickie biskupstwo tytularne.

## Biskupi tytularni
| Lp. | Biskup                | Funkcja                                                          | Od                | Do               |
| --- | --------------------- | ---------------------------------------------------------------- | ----------------- | ---------------- |
| 1   | John Edgar McCafferty | biskup pomocniczy Rochester (USA)                                | 5 stycznia 1968   | 30 kwietnia 1980 |
| 2   | Wilfredo Manlapaz     | biskup pomocniczy Maasin (Filipiny)                              | 22 grudnia 1980   | 31 stycznia 1986 |
| 3   | Maximiano Tuazon Cruz | biskup pomocniczy Calbayog (Filipiny)                            | 10 listopada 1987 | 20 grudnia 1994  |
| 4   | Joseph Egerega        | wikariusz apostolski Bomadi (Nigeria)                            | 3 marca 1997      | 3 lutego 2013    |
| 5   | Dante Braida          | biskup pomocniczy Mendozy (Argentyna)                            | 11 kwietnia 2015  | 13 grudnia 2018  |
|     | Carlos Irarrázaval    | biskup pomocniczy Santiago (Chile) zrezygnował z przyjęcia sakry | 22 maja 2019      | 14 czerwca 2019  |